# エイヤ＝リーサ・アハティラ
エイヤ＝リーサ・アハティラ（Eija-Liisa Ahtila、1959年 - ）は、フィンランドのアーティスト。おもにビデオ・アーティスト、フォトグラファーとして知られる。カナ転写はエイヤ＝リーサ・アッティラとも。

## 経歴

### 教育
1959年、フィンランドのハメーンリンナに生まれる。1980-85年、ヘルシンキ大学法学部。1981-84年、インディペンデント美術学校。1990-91年、ロンドン印刷大学（現・ロンドン コミュニケーション大学）メディア・マネジメント学部フィルム・ビデオ学科。1994-95年、カリフォルニア大学ロサンゼルス校フィルム・テレビ・映画・マルチメディア研究プログラム。1994-95年、アメリカ映画協会先端技術プログラム特別コース。

### 展示・受賞
1990年、フィンランド タンペレにて初個展を開催。1998年、マニフェスタ（en:Manifesta）2に参加。1999年、ワコールアートセンター「Spiral TV」展出品。2000年、韓国光州ビエンナーレ（en:Gwangju Biennale）出品。同年、フィンセント賞（en:The Vincent Prize）を受賞した。
2002年、テート・モダンにて個展。2003年、NTTインターコミュニケーション・センター「Future Cinema 来たるべき時代の映像表現に向けて」展出品。2005年、森美術館「ストーリーテラーズ」展出品。2006年にはニューヨーク近代美術館にて《風》の展示を行った。同年、ウェールズはカーディフにてアルテス・ムンディ賞を受賞、40,000ポンドの賞金を獲得した。

## 作品
日本では多数のスクリーンを使ったビデオ・インスタレーション作品でよく知られる。人格をもった複数の登場人物があり、実在の社会状況のなかに配置されて、演劇作品のような体裁を取ることが多い。

## 収蔵状況
テート・ギャラリーのコレクションに加えられている。